# Легенда Сонной Лощины (фильм, 1908)
«Легенда Со́нной Лощи́ны» (англ. The Legend of Sleepy Hollow) — американский немой чёрно-белый художественный фильм, первая экранизация известного рассказа Вашингтона Ирвинга «Легенда о Сонной Лощине», опубликованного в 1819 году в составе сборника «Рип ван Винкль». Фильм считается утерянным и о нём не осталось почти никаких сведений.
Премьера фильма состоялась 25 апреля 1908 года.

## Сюжет
Экранизация одноимённого рассказа Вашингтона Ирвинга. Классический сюжет о молодом следователе из Нью-Йорка, Икабоде Крейне, приехавшем в маленький провинциальный городок Сонная Лощина для проведения расследования происходящих там странных событий. 

## Технические характеристики
- Длина фильма: 250 метров;
- Формат плёнки: 35 мм;
- Кинематографический процесс: сферический;
- Соотношение сторон кадра: 1,33:1.